# Palmasola
Palmasola é uma cidade venezuelana, capital do município de Palmasola.